# Савченко Олексій Євгенович
Олексій Євгенович Савченко (рос. Алексей Евгеньевич Савченко, нар. 14 травня 1975, Москва, СРСР) — російський футболіст, півзахисник. Майстер спорту Росії.

## Клубна кар'єра
Вихованець футбольної школи московського «Динамо». У 1991 і 1992 роках виступав за «Динамо-2» та «Динамо-д».
За першу команду у чемпіонаті Росії дебютував 30 липня 1992 року в матчі з «Локомотивом», вийшовши на заміну замість Ігоря Варламова на 62-й хвилині. Паралельно з виступом за основну команду, Савченко продовжував грати за «Динамо-д». Всього за московський клуб Олексій провів 21 матч: 16 в чемпіонаті, два в Кубку УЄФА і два в Кубку Росії.
У 1995—1997 роках Савченко виступав за «Динамо-Газовик», а завершив професіональну ігрову кар'єру в 2000 році у «Хімках».

## Збірна
У складі молодіжної збірної Росії до 20 років взяв участь в чемпіонаті світу в 1993 році в Австралії. На турнірі зіграв два матчі і забив 1 гол, допомігши команді вийти до чвертьфіналу турніру.

## Тренерська кар'єра
У 1997 році закінчив Російську державну академію фізичної культури.
З 2007 року працював у футбольній школі «Строгіно». Тренер відділення пляжного та міні-футболу. З травня 2019 — головний тренер пляжної команди.